# Fordyce (Arkansas)
Pour les articles homonymes, voir Fordyce.
La ville de Fordyce est le siège du comté de Dallas, dans l’État de l’Arkansas, aux États-Unis. Sa population s’élevait à 4 300 habitants lors du recensement de 2010, estimée à 3 902 habitants en 2017.

## Démographie
| Groupe          | Fordyce | Arkansas | États-Unis |
| --------------- | ------- | -------- | ---------- |
| Afro-Américains | 53,4    | 15,4     | 12,6       |
| Blancs          | 43,3    | 77,0     | 72,4       |
| Autres          | 1,3     | 3,6      | 6,4        |
| Métis           | 1,3     | 2,0      | 2,9        |
| Amérindiens     | 0,5     | 0,8      | 0,9        |
| Asiatiques      | 0,3     | 1,2      | 4,8        |
| Total           | 100,0   | 100,0    | 100,0      |
|                 |         |          |            |
| Hispaniques     | 2,6     | 6,4      | 16,7       |

Selon l'American Community Survey, pour la période 2011-2015, 96,90 % de la population âgée de plus de 5 ans déclare parler l'anglais à la maison, 1,83 % le khmer, 0,66 % l’espagnol, 0,48 % le tagalog et 0,13 % ul'italien.
| 1890 | 1900  | 1910  | 1920  | 1930  | 1940  | 1950  | 1960  |
| ---- | ----- | ----- | ----- | ----- | ----- | ----- | ----- |
| 980  | 1 710 | 2 794 | 2 996 | 3 206 | 3 429 | 3 754 | 3 890 |

| 1970  | 1980  | 1990  | 2000  | 2010  | - | - | - |
| ----- | ----- | ----- | ----- | ----- | - | - | - |
| 4 837 | 5 175 | 4 729 | 4 799 | 4 300 | - | - | - |

## Source
- (en) Cet article est partiellement ou en totalité issu de l’article de Wikipédia en anglais intitulé « Fordyce, Arkansas » (voir la liste des auteurs).

1. ↑  (en) « Fordyce, AR Population - Census 2010 and 2000 », sur censusviewer.com.
2. ↑  (en) « Population of Arkansas - Census 2010 and 2000 », sur censusviewer.com.
3. ↑  (en) « Language spoken at home by ability to speak English for the population 5 years and over », sur factfinder.census.gov (consulté le 20 mars 2017).
4. ↑  « Statistiques des États-Unis - Arizona - Profils des comtés de 2010 » (consulté en novembre 2020)